# Ministero dell'energia (Iran)
Il Ministero dell'energia è il dicastero del governo della Repubblica Islamica dell'Iran incaricato della regolamentazione e dell'attuazione delle politiche riguardanti i servizi di energetici, elettrici e acquiferi.